# Maicena

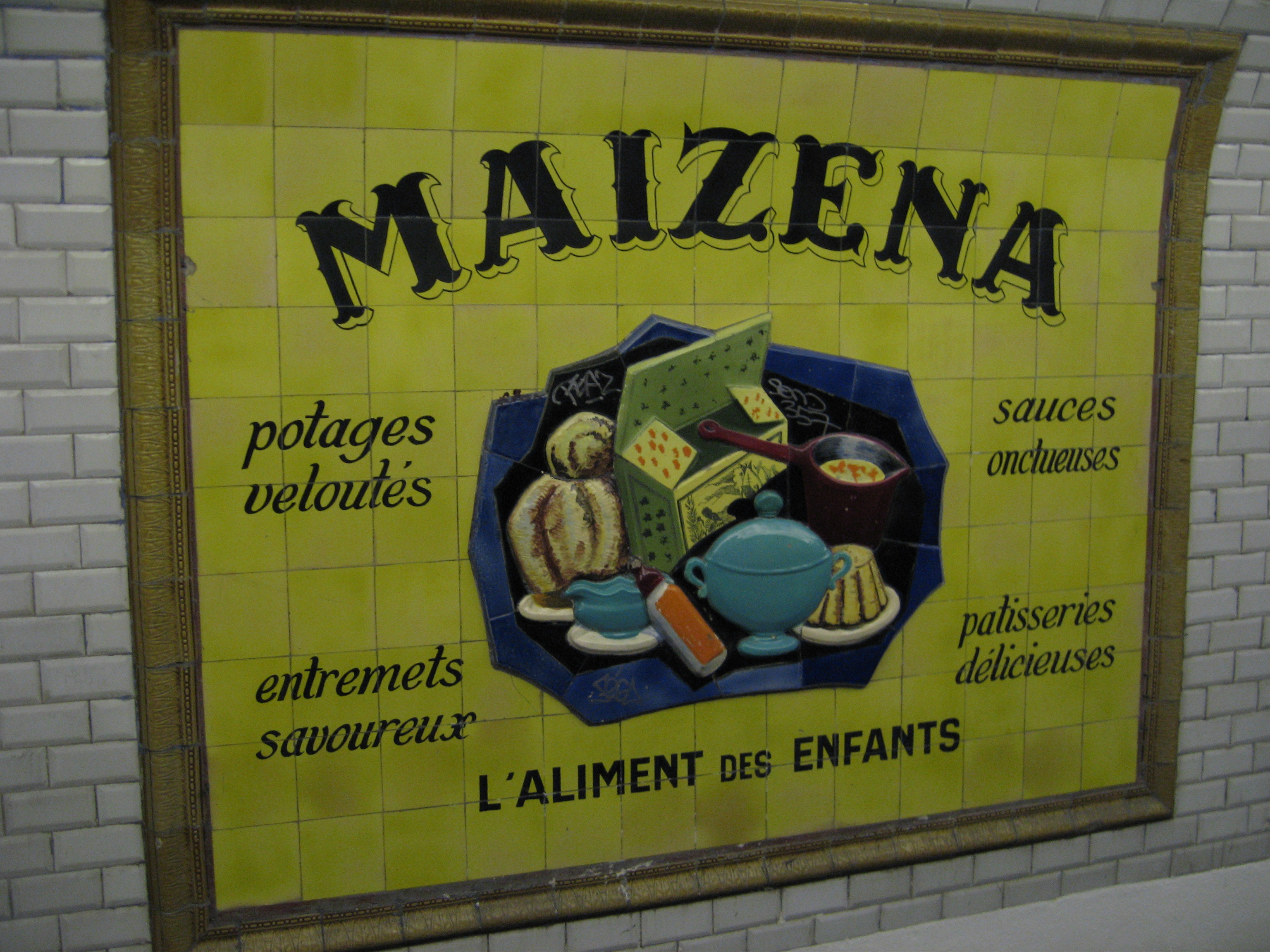
Publicidad de Maizena en San Martín (Francia).

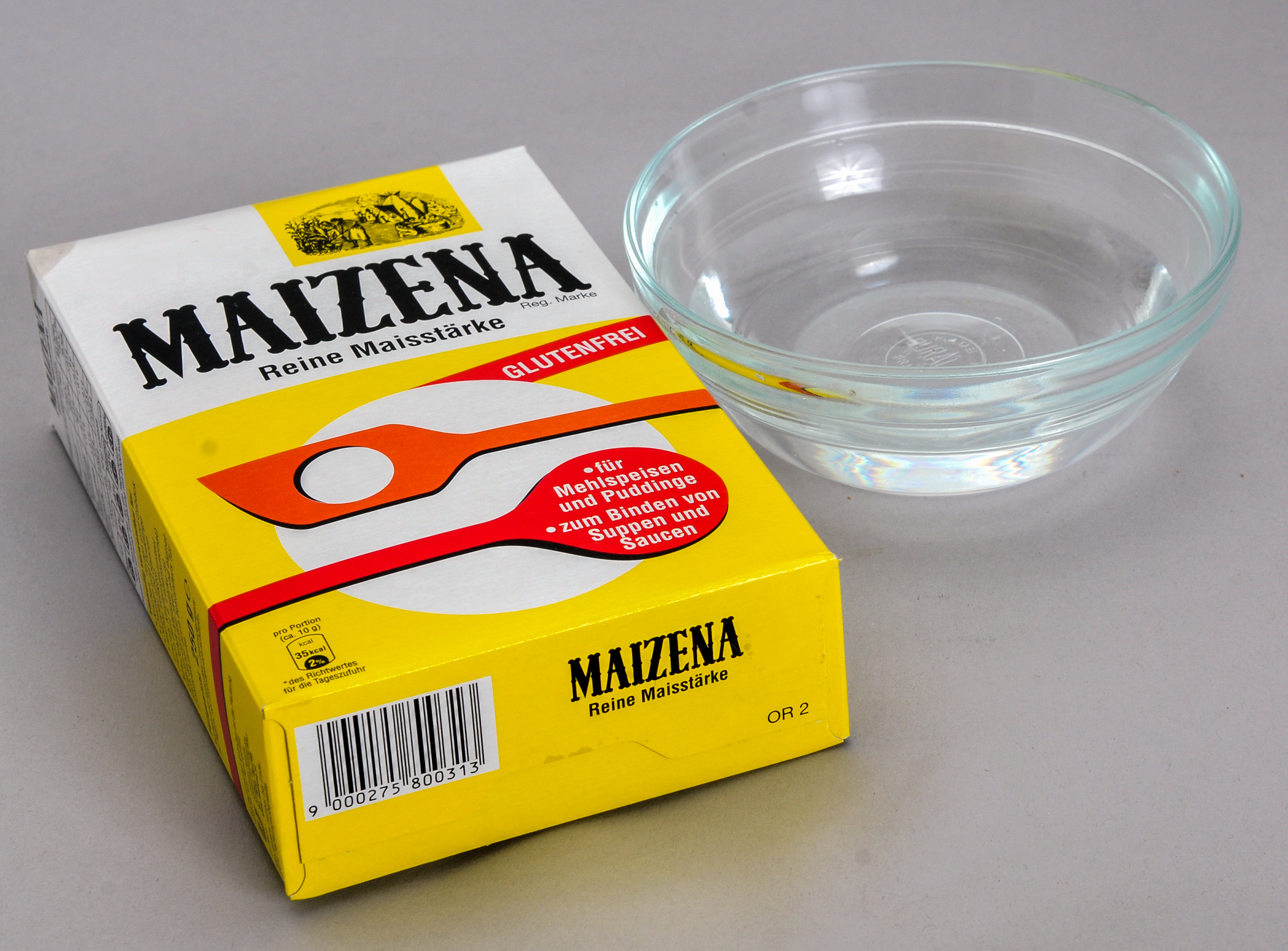

Se llama coloquialmente maicena a la harina de almidón de maíz (en España, se le llama «harina fina de maíz»). Se extrae del endospermo del grano.
También se escribe maizena o maizina, que son marcas vulgarizadas (es decir, marcas comerciales que pasaron al uso común). 
La maicena se utiliza para hacer pan, pastas, bizcochos, bases de pizza, etc., y como espesante para sopas, chocolate caliente, crema pastelera, y helados, entre otros. Maizena fue registrada como marca comercial en el año 1856 y adquirida por Corn Products Refining Co. en el año 1900. La maicena se comercializa en todo el mundo, y se convirtió en referente de la harina de almidón de maíz.
En Argentina se suele utilizar frecuentemente para hacer los clásicos alfajores de maicena rioplatenses, rellenos con dulce de leche y decorados con coco rallado.

## Uso en la cocina sin gluten
La maicena es un ingrediente básico en la elaboración de masas y postres para personas celíacas o con sensibilidad al gluten no celíaca. Puede utilizarse sola o, de manera más común, mezclada con harina de arroz o fécula de papa, para recetas tanto saladas como dulces.
La marca comercial Maizena ha puesto a disposición del público de manera gratuita un libro para la elaboración de recetas sin gluten.
La maicena se puede mezclar con aditivos como goma xantana para emular a la harina de trigo en cuanto a consistencia.

## Usos no culinarios
Una de las características por las que la maicena es utilizada en experimentos sobre el comportamiento de los fluidos es porque tiene la propiedad de comportarse como un fluido no newtoniano cuando se disuelve en agua.
Fuera del ámbito culinario, es usada principalmente para dar rigidez a la ropa, especialmente a los cuellos de las camisas. Tanto es así que en Venezuela se comercializa una versión no enriquecida que lleva el nombre comercial de almidón Plancholín, elaborada por Alfonzo Rivas & Cía. La maicena también se emplea en la preparación del engrudo.
También es utilizado para combatir rozaduras en la piel.
Asimismo, es un compuesto popular en farmacéutica, siendo un excipiente muy comúnmente encontrado, sobre todo, en comprimidos (pastillas). La maicena también es utilizada para la elaboración de talco para pies.
Es utilizada en el carnaval de Barranquilla para "enmaicenar" o cubrir con el polvo a las personas como parte de las chanzas de la celebración.